# Draadgierst
Draadgierst (Panicum capillare) is een eenjarige plant, die behoort tot de grassenfamilie. Draadgierst komt van nature voor in Noord-Amerika en is van daaruit verspreid naar Europa, delen van Azië en Australië. Het aantal chromosomen is 2n = 18.
De plant wordt 10-50 cm hoog. De stengels staan rechtop of zijn aan de basis geknikt en zijn bij de knopen dicht bezet met haren. De haren hebben een wratachtige voet. Het blad is 10-25 cm lang en 0,5-1,5 cm breed. De bladschede is dicht bezet met vrij stijve haren. Ook deze haren hebben een wratachtige voet. Het tongetje bestaat uit haartjes.
Draadgierst bloeit van juni tot in augustus. De bloeiwijze is een rechtopstaande, sterk vertakte pluim met 2-2,5 mm lange, langwerpig-toegespitste, tweebloemige aartjes. Een bloem is fertiel en de andere steriel. De zijtakken zijn draadvormig. De kelkkafjes (glumae) van de fertiele bloem zijn zeer verschillend. Het onderste kelkkafje is ovaal-driehoekig, toegespitst en heeft drie nerven. Het bovenste, langwerpig tot lancetvormige kelkkafje is twee keer zo lang als het onderste en even lang als het aartje. Het bovenste kelkkafje heeft vijf nerven. De rode helmhokjes zijn 0,8-1,2 mm lang.
De vrucht is een 1,5 mm lange graanvrucht en valt tegelijk met het gehele aartje af.

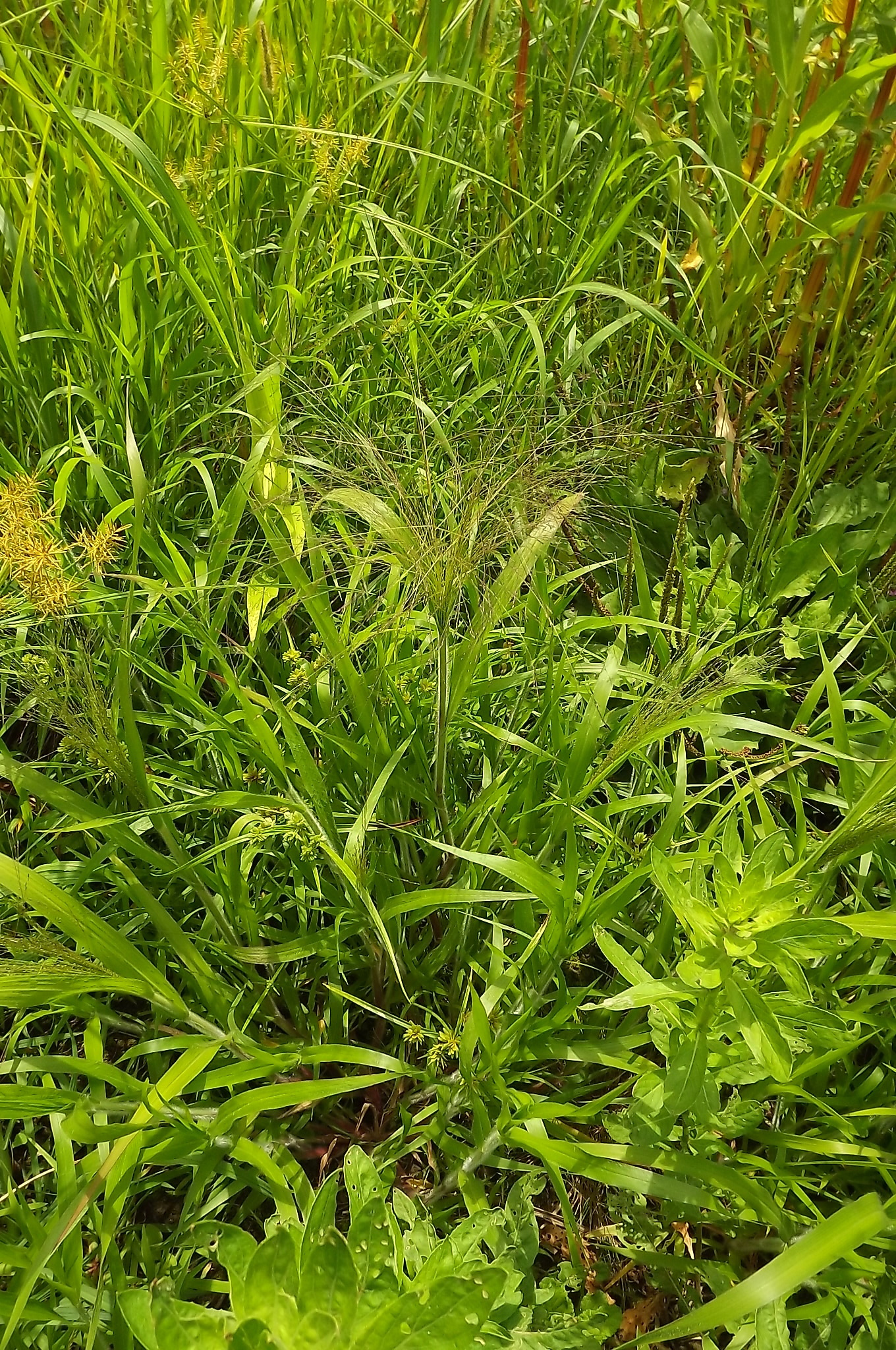
Plant
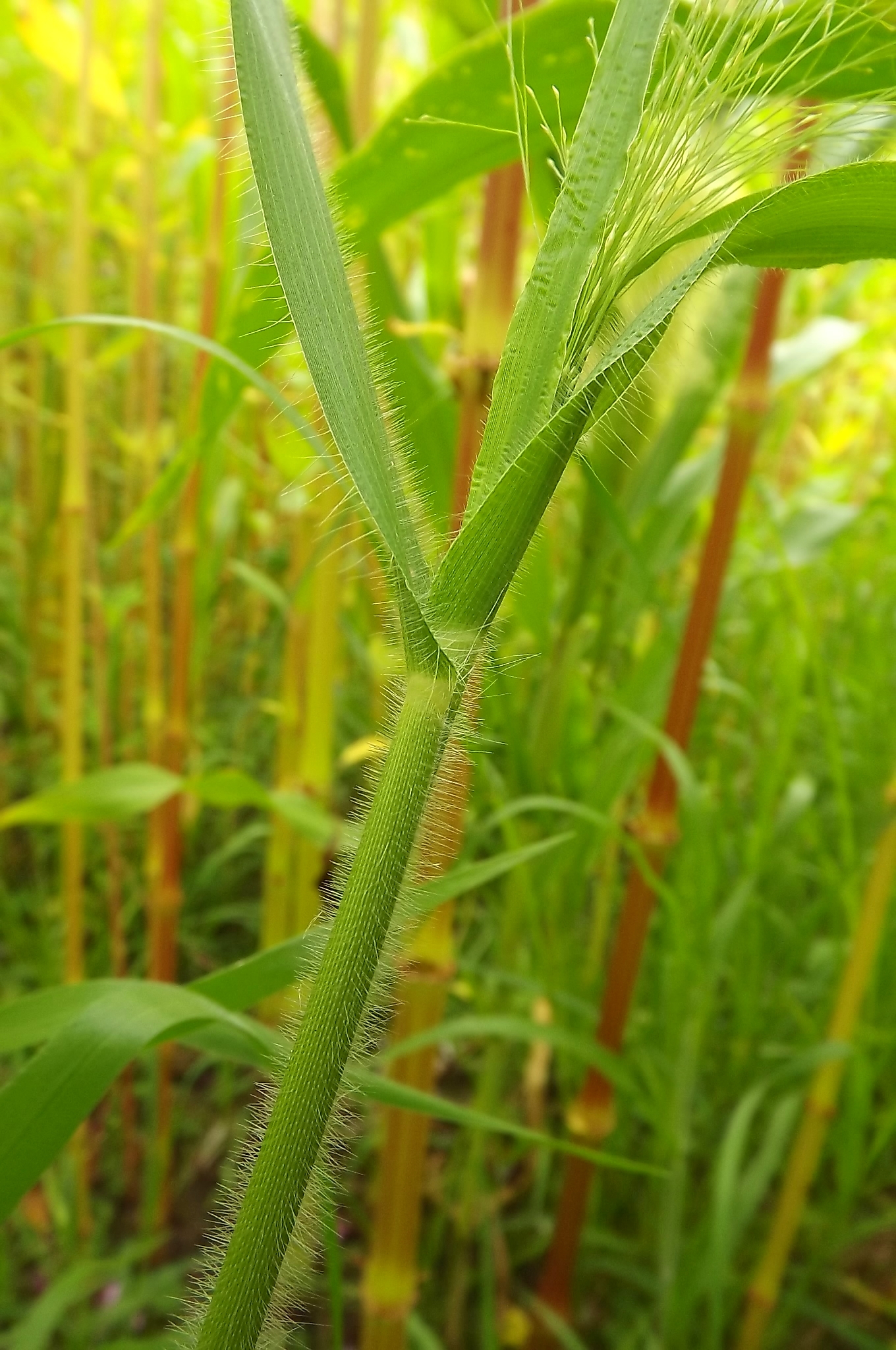
Bladschede
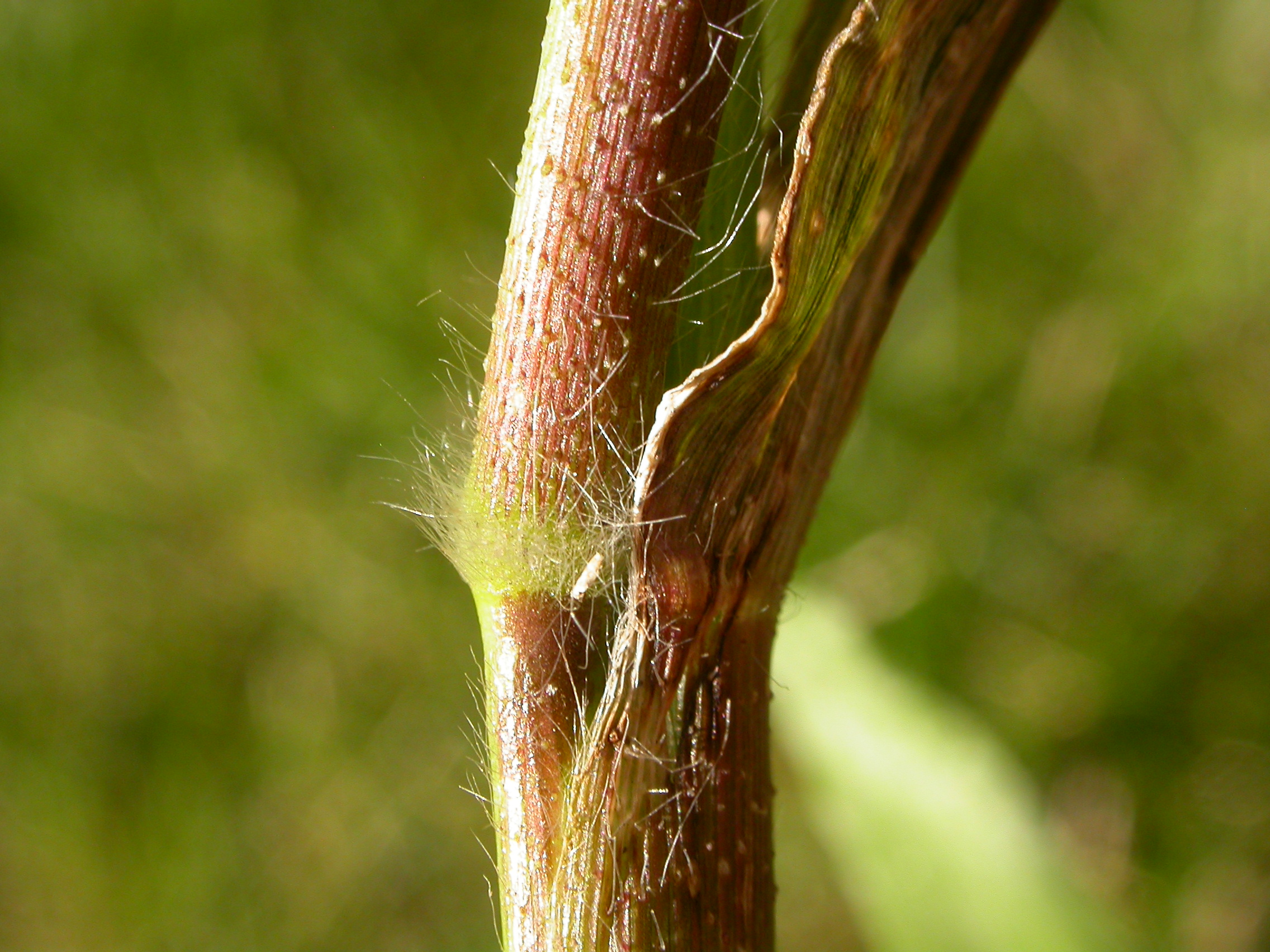
Tongetje
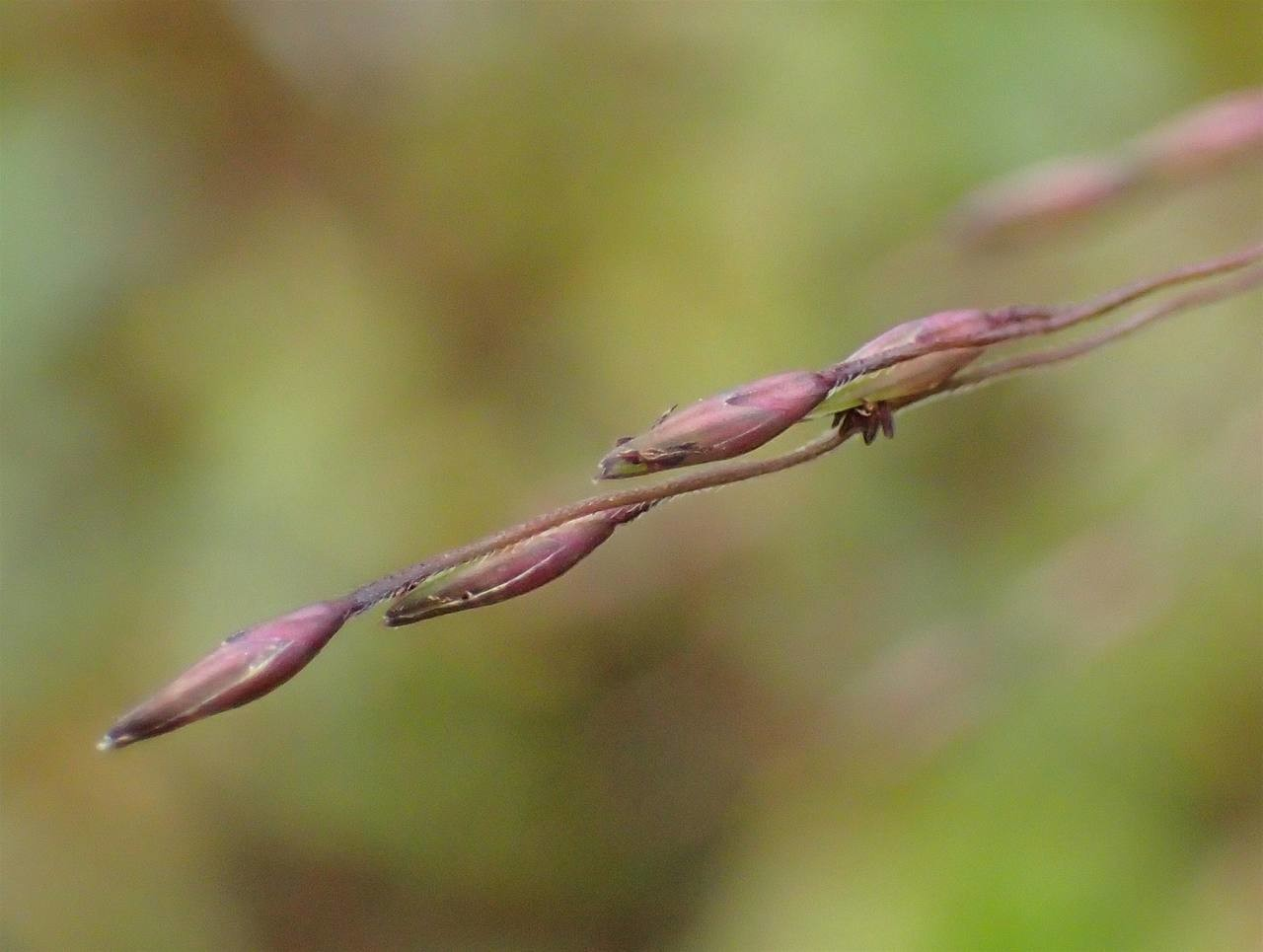
Bloeiend
Kafjes: onderste kelkkafje (Glu'), bovenste kelkkafje (Glu"), onderste kroonkafje steriele bloem (Lem'), onderste kroonkafje fertiele bloem (Lem") en bovenste kroonkafje fertiele bloem (Pal").
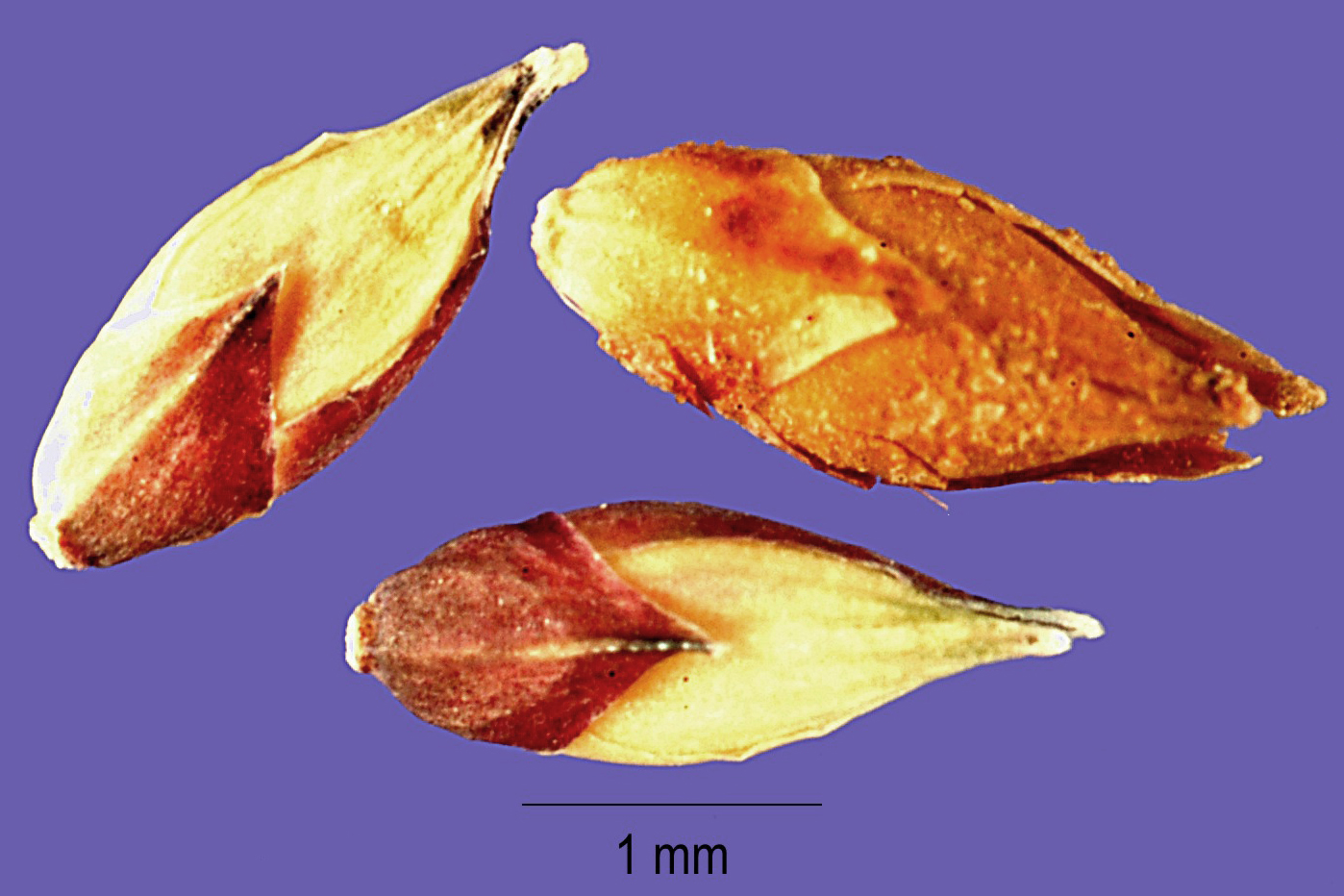
Vruchten

Draadgierst komt voor op maïsland, rond havens, langs spoorwegen en in bermen.